# Loukov (district de Mladá Boleslav)
Pour les articles homonymes, voir Loukov.
Loukov (en allemand : Loukow) est une commune du district de Mladá Boleslav, dans la région de Bohême-Centrale, en République tchèque. Sa population s'élevait à 173 habitants en 2020.

## Géographie
Loukov se trouve à 6 km au nord-est de Mnichovo Hradiště, à 19 km au sud-sud-est de Mladá Boleslav et à 68 km au nord-est de Prague.
La commune est limitée par Sezemice au nord-ouest, par Svijany au nord, par Žďár à l'est, par Březina au sud et au sud-ouest, et par Loukovec et Koryta à l'ouest.

## Histoire
La première mention écrite de la localité date de 1352.

## Transports
Par la route, Loukov se trouve à 10 km de Mnichovo Hradiště, à 23,5 km de Mladá Boleslav et à 80 km du centre de Prague. Le territoire de la commune est traversé du sud au nord par l'autoroute D10.